# Michelangelo Ricci
Michelangelo Ricci (Roma, 30 gennaio 1619 – Roma, 12 maggio 1682) è stato un cardinale e matematico italiano.

## Biografia
Nacque a Roma nel 1619 da famiglia di bassa estrazione sociale originaria di Bergamo: discepolo del matematico Benedetto Castelli, allievo a sua volta di Galileo Galilei, mantenne sempre stretti rapporti con il mondo scientifico della sua epoca; fu in corrispondenza con Evangelista Torricelli, Vincenzo Viviani e con il cardinale Leopoldo de' Medici, fondatore dell'Accademia del Cimento. Nel 1666 pubblicò una Exercitatio Geometrica de maximis et de minimis «Dedicato a Stefano Gradi, [il] de maximis et de minimis fu ammirato dai maggiori matematici del tempo. Il grande scozzese James Gregory (secondo nel suo secolo – Turnbull dixit – al solo Newton) che in quegli anni – dal 1664 al 1666 – a Padova seguiva da vicino l'opera della scuola italiana (Cavalieri, Degli Angeli, Viviani, Renaldini, etc.) non si stancava, in pubblico e in privato, di lodarlo: quei due sheets of paper valevano per lui un intero trattato. Divenuto rarissimo, il Mercator si affrettò a ristamparlo due anni dopo a Londra in appendice della sua Logarithmotechnia. Ma la copia della prima edizione era già arrivata nelle mani di Newton. Nella lettera del 10 dicembre 1672 – la famosa Tangent Letter – al Collins egli riconobbe con soddisfazione la identità del suo proprio procedimento e di quello del suo maestro Isaac Barrow con quello praticato da alcuni «forreign Mathematicians». Il Ricci era probabilmente uno di questi.» Alcuni studi geometrici poi confluiti nella Exercitatio furono pubblicati nelle Scene di Antonio Nardi.
Fu anche teologo e fu consultore di diverse Congregazioni. Fu inoltre il finanziatore dell'abate Francesco Nazzari nella pubblicazione della prima rivista di letteratura italiana, il Giornale de' Letterati dal 1668.
Nonostante non avesse ancora ricevuto neanche gli ordini minori (era afflitto da epilessia dalla nascita), papa Innocenzo XI lo innalzò al rango di Cardinale-diacono del titolo di Santa Maria in Aquiro nel concistoro del 1º settembre 1681. Morì pochi mesi dopo, il 12 maggio 1682 all'età di 63 anni.

## Opere

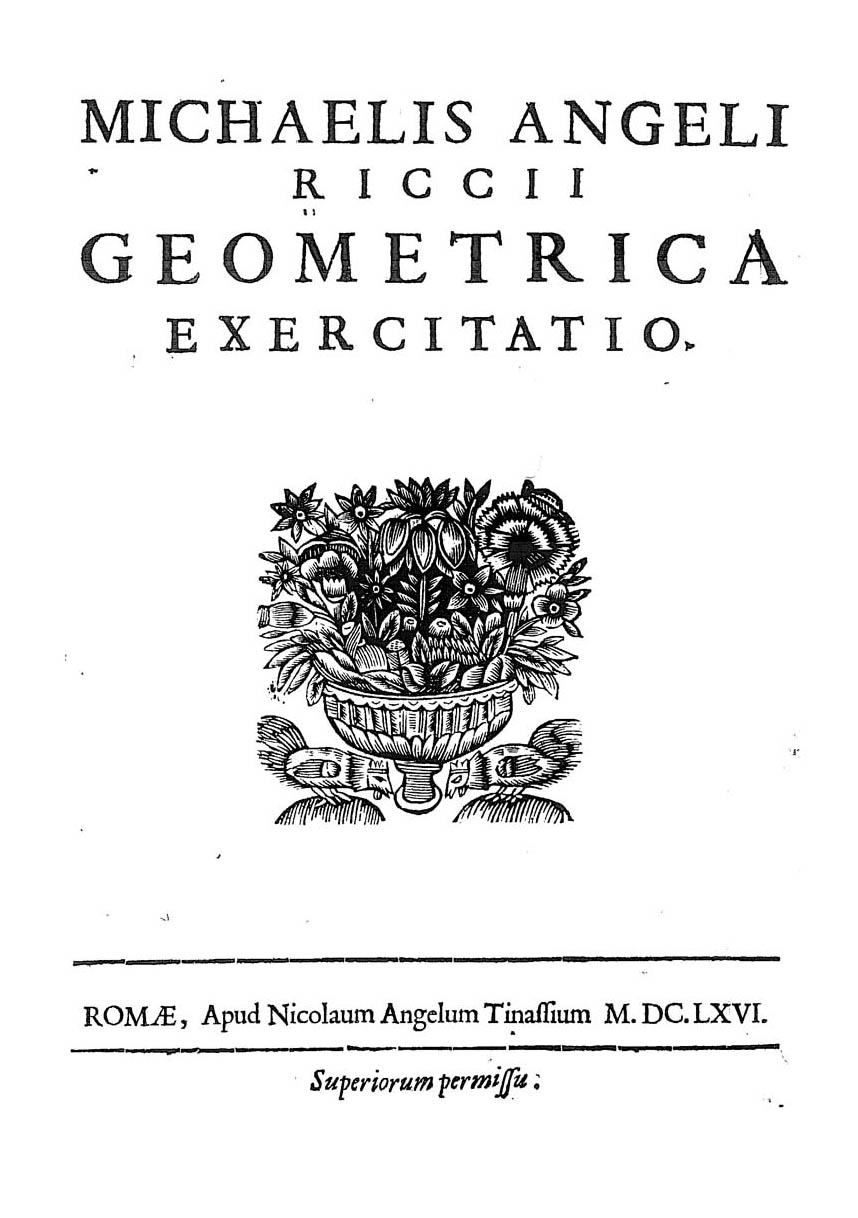
Geometrica exercitatio, 1666

- Algebra del signor Michel'Angelo Ricci che fu poi Card.le di S.R.C., manoscritto.

- (LA) Michelangelo Ricci, Geometrica exercitatio, Romae, Nicolò Angelo Tinassi, 1666. URL consultato il 15 giugno 2015.
- Decretum sacrae Congregationis indulgentijs, sacrisque reliquijs praepositae, Romae et Pataui: typis reuerendae Camerae Apostolicae, 1678
- Decretum Aloysius card. Homodeus, Romae, et Pataui, Romae et Pataui: typis reuerendae Camerae Apostolicae, 1678
- Decretum sacrae Congregationis Indulgentiarum, Romae: typis reuerendae Camerae Apostolicae, 1679
- Logarithmotechnia Nicolaus Mercator. Beigebunden Exercitatio geometrica, Hildesheim; New York: Olms, 1975